# Powstanie Sulimy

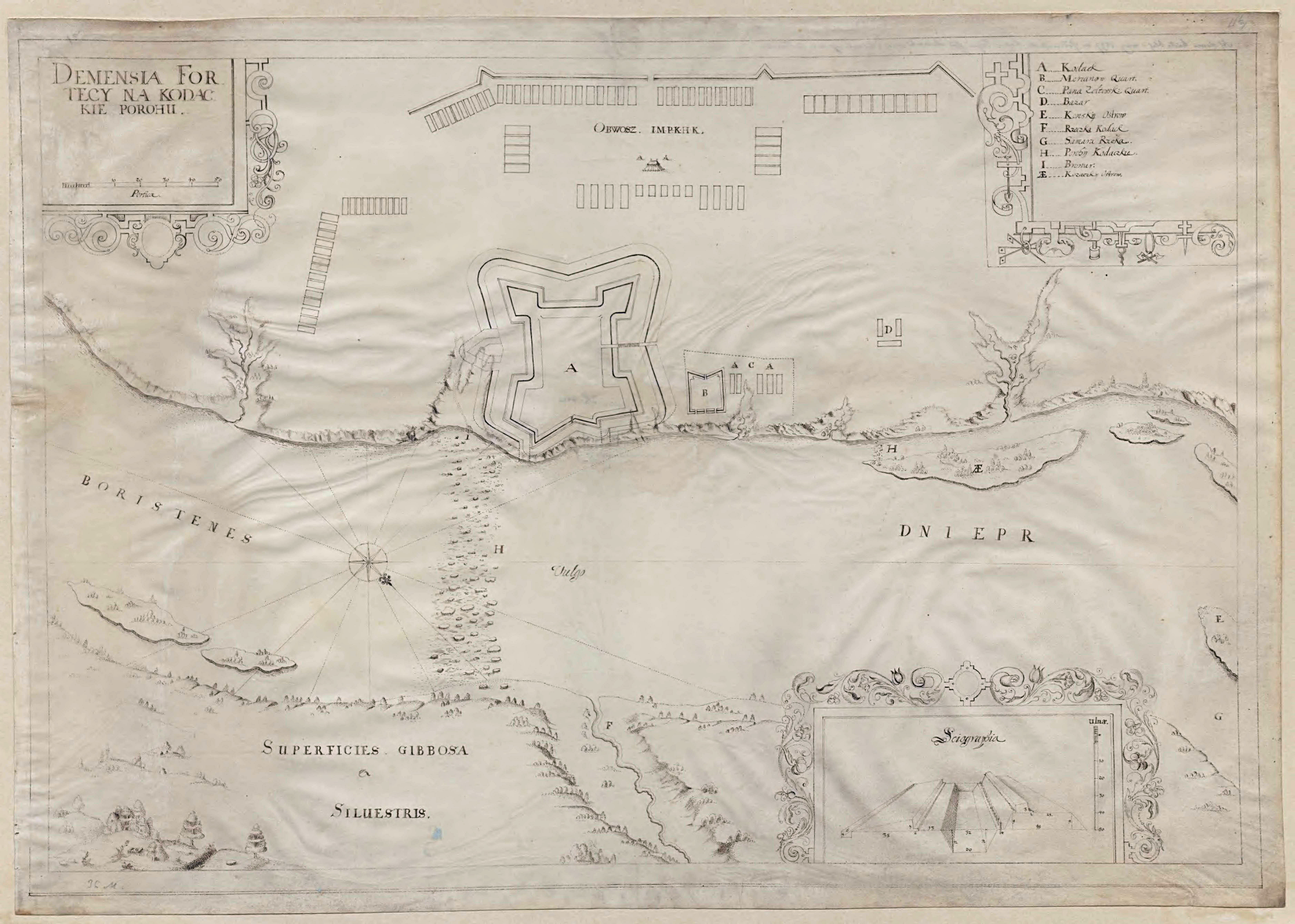
Twierdza Kudak, w 1635 zdobyta i zniszczona przez Kozaków

Powstanie Sulimy (ukr. Повстання Сулими) – powstanie kozackie przeciw Rzeczypospolitej w 1635 pod dowództwem Iwana Sulimy.

## Przyczyny powstania
W 1635 Sejm wydał nowe rozporządzenie ograniczające swobody kozackie, zmniejszające liczbę wojska zaporoskiego i uchwalił budowę pierwszej niewielkiej twierdzy Kudak, mającej na celu blokowanie Dniepru i powstrzymywanie wypraw Kozaków w dół rzeki, które prowokowały ataki odwetowe Turków i Tatarów.

## Przebieg
W nocy z 3 na 4 sierpnia lub 11 na 12 sierpnia 1635 powracający z wyprawy łupieżczej nad Morzem Czarnym Iwan Sulima wraz z Kozakami nierejestrowymi zaatakował i zdobył budowaną polską twierdzę Kudak. Załoga zaskoczona nocnym atakiem nie zdołała się obronić. Po sześciogodzinnej obronie Kozacy zdobyli fortyfikację, wymordowali całą załogę wraz z dowódcą Jeanem Marionem, poddanym wcześniej torturom, a samą twierdzę zniszczyli.

Polska, zajęta koncentracją wojsk przeciwko Szwedom na Pomorzu, wysłała przeciwko buntownikom ekspedycję karną pod dowództwem Stanisława Koniecpolskiego, złożoną z Polaków i Kozaków rejestrowych. W wyniku ekspedycji Sulima z pięcioma najbliższymi pomocnikami został wydany przez starszyznę i zawieziony do Warszawy. Sulima przed straceniem 12 grudnia zmienił wyznanie na rzymskokatolickie i pomimo wstawiennictwa przed sejmem samego króla Władysława IV Wazy został stracony 

...od swoich był wydany i zaprowadzony do Warszawy na sejm dwuniedzielny, który się w roku 1636, na początku roku odprawował. Tamże z kilką takichże łotrów ścięty i ćwierciami na pal wbity...

 Za to za wstawiennictwem kanclerza wielkiego koronnego Tomasza Zamoyskiego uwolniono Pawła Pawluka.